# Carroll Fleming
Carroll Fleming (1865 – mayo de 1930) fue un director, guionista y actor de nacionalidad estadounidense, activo en la época del cine mudo.

## Biografía
Nacido en Lexington, Kentucky, Fleming se inició como actor, libretista y director teatral, participando en diferentes obras representadas con éxito en el circuito de Broadway en los primeros años del siglo XX.
Más adelante pasó al cine, medio para el cual trabajó fundamentalmente como director, empezando su trayectoria con la compañía Thanhouser, una productora fundada y dirigida por Edwin Thanhouser, para la cual realizó, entre 1914 y 1916, dieciséis películas. Además de su trabajo como director, Fleming trabajó ocasionalmente como actor y guionista.
Carroll Fleming falleció en 1930 en Nueva York, en el barrio del Bronx. Tenía 65 años de edad.

## Teatro
- The Price of Peace, de Cecil Raleigh (actor, Broadway, 21 de marzo de 1901- mayo de 1901)
- The Raiders, libreto de Carroll Fleming (musical, Broadway, 12 de abril de 1905 - 9 de diciembre de 1905)
- Pioneer Days, de Carroll Fleming (Broadway, 28 de noviembre de 1906 – agosto de 1907)
- Bow Sing, libreto de Carroll Fleming (musical, Broadway, 20 de marzo de 1911 - 16 de septiembre de 1911)
- Around the World, libreto y dirección de Carroll Fleming (musical, Broadway, 2 de septiembre de 1911 - 18 de mayo de 1912)
- Under Many Flags, libreto y dirección de Carroll Fleming (musical, Broadway, 31 de agosto de 1912 – 17 de mayo de 1913)

## Filmografía

### Director
- A Seminary Consumed by Flames (1914)
- Kathleen the Irish Rose (1914)
- An Hour of Youth (1914)
- From the Flames (1914)
- Lost: A Union Suit (1914)
- The Substitute (1914)
- The Varsity Race (1914)
- The Diamond of Disaster (1914)
- A Madonna of the Poor (1914)
- The Turning of the Road (1914)
- Mrs. Van Ruyter's Stratagem (1914)
- The Amateur Detective (1914)
- The Reader of Minds (1914)
- In the Jury Room (1915)
- Jealousy (1915)
- Love and Money (1915)

### Actor
- From the Flames, de Carroll Fleming (1914)
- The Master Hand, de Harley Knoles (1915)
- Milestones, de Paul Scardon (1920)

### Guionista
- The Master Hand, de Harley Knoles (1915)
- A Madonna of the Poor, de Carroll Fleming (1914)